# 彩 (松原みきのアルバム)
彩（あや）は松原みき5枚目のオリジナルアルバム。1982年12月5日にキャニオン・レコードからLPとポニーからカセットテープがリリースされた。

## キャッチコピー
- LP、カセット：ともになし
- 広告：調査中

## 収録曲

### Side A
1. Change (4'34")
作詞：大津あきら／作曲：亀井登志夫／編曲：梅垣達志
2. トランプのお城 (4'40")
作詞：小泉長一郎／作曲：林哲司／編曲：林哲司
3. 予言 (4'08")
作詞：パンタ／作曲：浜田金吾／編曲：後藤次利
4. サラダ★SALAD (4'20")
作詞：西尾尚子／作曲：松原みき／編曲：後藤次利
5. 会えない夜には (4'01")
作詞：来生えつこ／作曲：来生たかお／編曲：後藤次利

### Side B
1. 10cmヒール (4'01")
作詞：松原みき／作曲：松原みき／編曲：松原みき
2. Sugar Me (4'34")
作詞：小泉長一郎／作曲：佐藤準／編曲：佐藤準
3. ひとりぼっちが楽しくて (4'00")
作詞：松原みき／作曲：梅垣達志／編曲：後藤次利
4. Bay City Romance (4'53")
作詞：大津あきら／作曲：佐藤準／編曲：佐藤準
5. ミセス (3'14")
作詞：竜真知子／作曲：松原みき／編曲：松原みき

## 関連シングル・ベストアルバム
- 予言

EP 7A0218 SEE.SAW 1982.9.21 キャニオン・レコード(廃盤)
タイトル曲および「サラダ ★ SALAD」を収録
- 松原みき ベストセレクション

CD D36A0086 SEE・SAW 1985.6.5 キャニオン・レコード(廃盤)
「予言」を収録
- 松原みき スーパーベスト

CD D32P6028 1986.12.5 ポニー(廃盤)
「予言」を収録
- Anthology 松原みき BEST

CD PCCA-01678 2002.4.17 ポニーキャニオン
「予言」を収録
- 松原みき ベスト・コレクション

CD PCCS-00044 2008.7.16 ポニーキャニオン
「Bay City Romance」を収録